# Barry Ackroyd
Barry Ackroyd est un directeur de la photographie britannique né le 12 mai 1954 à Oldham.

## Filmographie partielle
- 1990 : Riff-Raff de Ken Loach
- 1993 : Raining Stones de Ken Loach
- 1994 : Ladybird de Ken Loach
- 1995 : Carla's Song de Ken Loach
- 1995 : Land and Freedom  de Ken Loach
- 1998 : My Name Is Joe  de Ken Loach
- 2001 : The Navigators de Ken Loach
- 2001 : Dust de Milcho Manchevski
- 2003 : Red, White and Blues de Mike Figgis
- 2004 : Just a Kiss de Ken Loach
- 2006 : Vol 93 (United 93) de Paul Greengrass
- 2006 : Le vent se lève (The Wind That Shakes the Barley) de Ken Loach
- 2008 : Démineurs (The Hurt Locker) de Kathryn Bigelow
- 2009 : Looking for Eric de Ken Loach
- 2010 : Green Zone de Paul Greengrass
- 2013 : Parkland de Peter Landesman
- 2013 : Capitaine Phillips de Paul Greengrass
- 2015 : The Last Face de Sean Penn
- 2016 : Jason Bourne de Paul Greengrass
- 2017 : Detroit de Kathryn Bigelow
- 2018 : Outlaw King : Le Roi hors-la-loi (Outlaw King) de David Mackenzie
- 2019 : Scandale (Bombshell)  de Jay Roach
- 2020 : The Old Guard de Gina Prince-Bythewood
- 2021 : Sweet Girl de Brian Andrew Mendoza
- 2022 : I Wanna Dance with Somebody de Kasi Lemmons
- 2025 : The Old Guard 2 de Victoria Mahoney
- 2025 : A House of Dynamite de Kathryn Bigelow